# Idrottspluton
Idrottspluton var en särskild pluton inom ett militärt förband i Försvarsmakten. I regel var det elitidrottare som gjorde sin värnplikt vid dessa plutoner. Detta för att kunna bibehålla och utveckla sin fysiska status i kombination med militärtjänst. Idrottsplutonerna startades 1967 genom ett samarbete mellan armén och idrottsrörelsen, genom att dåvarande arméchefen Curt Göransson varit missnöjd med kvalitén på spaningsutbildningen. Den militära målsättningen var att utbilda duktiga soldater till spaningsförbanden och samtidigt ge idrottarna en chans att bibehålla en intensiv träning .
I och med att många förband avvecklades genom försvarsbeslutet 2000, avvecklades även de flesta av idrottsplutonerna. Undantaget var idrottsplutonen vid Gotlands regemente, som kom att vara kvar tills 2004 då regementet avvecklades.  Totalt gjorde 6000 idrottare sin värnplikt på något av de 40 olika plutoner som fanns.

## Kända personer vid idrottsplutoner
- Tomas Gustafson, skridskoåkare. Värnplikt 1978 vid Värmlands regemente
- Gunnar Larsson, simmare, Värnplikt 1973 vid Hallands regemente
- Stellan Bengtsson, bordtennisspelare,Värnplikt 1967 vid Hallands regemente
- J-O Waldner, bordtennisspelare. Värnplikt vid Hallands regemente
- Torgny Mogren, skidåkare. Värnplikt 1982–1983 vid Jämtlands fältjägarregemente
- Gunde Svan, skidåkare. Värnplikt 1982–1983 vid Jämtlands fältjägarregemente
- Ingemar Stenmark, skidåkare.  Värnplikt 1976 vid Norrlands dragoner i Umeå och vid Hallands regemente
- Stig Strand, skidåkare. Värnplikt 1976 vid Norrlands dragoner i Umeå och vid Hallands regemente
- Thomas Wassberg, skidåkare. Värnplikt vid Jämtlands fältjägarregemente
- Oskar Svärd, skidåkare. Värnplikt vid Västernorrlands regemente [3]
- Martin Dahlin, fotbollsspelare. Värnplikt 1988 vid Kronobergs regemente
- Ronnie Hellström, fotbollsspelare. Värnplikt 1968 vid Kronobergs regemente
- Jonas Colting, Triathlet. Värnplikt 1992–1993 vid Dalregementet[4]
- Frank Andersson, Brottare. Värnplikt 1981–1982 vid Bohusläns regemente[5]